# Домбовар
Домбовар (угор. Dombóvár) — місто в центрі Угорщині, у медьє Толна. Населення — 20 655 осіб. Домбовар розташований за 20 кілометрів на схід від Капошвару, за 30 кілометрах на північ від Печа та за 40 кілометрах на захід від Сексарду.

## Міста-побратими
- Керн, Німеччина
- Огулін, Хорватія
- Вир (селище), Хорватія
- Хеганес, Швеція